# Der Kinderen-bank
De Der Kinderen-bank is een gedenkbank aan de Hartveldseweg in de Noord-Hollandse plaats Diemen. Het gedenkteken is in 1936 opgericht voor arts Catharinus Jacobus der Kinderen (Amsterdam, 11 juli 1873 - Diemen, 27 april 1935), als dank voor zijn inzet voor de lokale gezondheidszorg. Zijn naam is te lezen op de zuil aan de bank.

## Der Kinderen
Catharinus Jacobus der Kinderen vestigde zich in 1900 in Diemen en werd door de Diemense gemeenteraad benoemd tot gemeentearts. Daarvoor was hij werkzaam geweest in het Wilhelmina Gasthuis in Amsterdam. Der Kinderen ontplooide ook verschillende nevenactiviteiten. Zo was hij werkzaam voor het Witte Kruis en zette hij zich als oprichter van de Woningbouwvereniging Diemen Vooruit ook in voor goede huisvesting. Als waardering voor zijn prestaties op dit laatste gebied werd het C.J. der Kinderenplein in Diemen naar hem vernoemd. 
Na de dood van Der Kinderen werd het idee opgevat een monument op te richten voor de arts. Hiertoe werd een comité gevormd bestaande uit vrienden en oud-patiënten. Als locatie werd de oude dienstwoning van de arts aan de Hartveldseweg uitgekozen. De bank werd in juni 1936 onthuld in het bijzijn van burgemeester Andreas Johannes de Wolff.

## Het monument
De bank werd kosteloos ontworpen door twee oud-patiënten van Der Kinderen: de architecten Jan de Boer en Abraham Oznowicz. De bank is tegen de gevel geplaatst en is uitgevoerd in zwart syeniet met een zitting van kunststeen. De architecten ontwierpen een bank waarvan het zitvlak gescheiden wordt door een naar voren taps toelopende zuil. Aan de smalle voorzijde van de zuil is in reliëf een esculaap afgebeeld, aan de zijkanten van de zuil staat in reliëf:
ter herinnering
aan
C.J. der Kinderen
enerzijds, en anderzijds:
in leven
arts te diemen
1900-1935
In de rugleuning staat in reliëf de tekst: 
geschonken door     patienten en vrienden